# Christian Demirtas
Christian Demirtas (* 25. Mai 1984 in Offenbach am Main) ist ein ehemaliger deutscher Fußballspieler und heutiger -trainer.

## Leben
Demirtas ist Sohn aramäischer Eltern aus der Türkei und wuchs in Offenbach auf. Er ist gelernter Sport- und Fitnesskaufmann.

## Karriere
Demirtas begann als Achtjähriger bei der SG Nieder-Roden mit dem Fußballspielen, wechselte zwei Jahre später zur JSG Rodgau und 1997 zu Eintracht Frankfurt. Ab 2002 spielte er für den 1. FSV Mainz 05, wo er bereits während seiner A-Jugend-Zeit für die Amateurmannschaft aufgelaufen war. In der Saison 2005/06 erarbeitete er sich einen Stammplatz als rechter Verteidiger in der ersten Mannschaft. Von 2002 bis 2004 lief er insgesamt vier Mal für die deutsche U19- und U20-Nationalmannschaft auf. Zur Saison 2009/10 wechselte er zum Karlsruher SC. Dort wurde sein Vertrag im Sommer 2011 nicht verlängert.
In der Winterpause der Saison 2011/12 wurde er vom Drittligisten FC Carl Zeiss Jena verpflichtet. Mit Auslaufen seines Vertrages am 30. Juni 2012 verließ er den Verein wieder. Am 28. August 2012 unterschrieb er einen Vertrag beim schwedischen Erstligaverein Syrianska FC aus Södertälje. Nachdem sein Vertrag im Dezember 2013 ausgelaufen war, kehrte er nach Deutschland zurück und schloss sich zur Rückrunde dem Hessenligisten SV Wiesbaden an. Im Sommer 2014 wechselte er in die Regionalliga Bayern zu den Würzburger Kickers, mit denen er am Saisonende in die 3. Liga und ein Jahr später in die 2. Bundesliga aufstieg.
Danach beendete er seine aktive Fußballerkarriere und wechselte ins Trainerteam der Kickers. Dort war er bis 2017 an der Seite von Bernd Hollerbach Co- und Athletiktrainer der Profis und außerdem Trainer der U-19-Junioren. Nach dem Abstieg zurück in die dritte Liga und dem Rücktritt Hollerbachs fungierte Demirtas in der Saison 2017/18 unter dessen Nachfolgern Stephan Schmidt sowie später Michael Schiele weiterhin als Co-Trainer der Drittligamannschaft und trainierte zudem auch die Würzburger U-23 in der fünftklassigen Bayernliga. Zur Saison 2018/19 kehrte Demirtas zum 1. FSV Mainz 05 zurück und wurde Co-Trainer von Bartosch Gaul bei der zweiten Mannschaft in der Regionalliga Südwest.
Zur Saison 2019/20 wechselte er als Co-Trainer unter Roland Seitz zum zukünftigen Ligakonkurrenten VfR Aalen, der in die Regionalliga abgestiegen war. Nachdem Seitz am 21. März 2021 von seinem Amt freigestellt wurde, übernahm Demirtas kommissarisch zusammen mit Petar Kosturkov das Training der abstiegsgefährdeten Mannschaft, ehe am 24. März Uwe Wolf als neuer Cheftrainer verpflichtet wurde. Nach dessen Freistellung am 17. Februar 2022 wurde Demirtas erneut zum Interimstrainer berufen und betreute die Mannschaft in den verbleibenden 13 Ligaspielen bis zum Ende der Saison drei Monate später. Nach Saisonende verließ er im Sommer 2022 den Verein wieder.
Ab März 2025 war er beim Zweitligisten SSV Ulm 1846 für zwei Monate bis zum Saisonende Co-Trainer des neuen Cheftrainers Robert Lechleiter. Am Saisonende stieg die Mannschaft in die dritte Liga ab, woraufhin Demirtas den Verein wieder verließ.

## Erfolge
Würzburger Kickers
- Aufstieg in die 2. Bundesliga: 2016
- Aufstieg in die 3. Liga: 2015